# Utrechtse sodomieprocessen

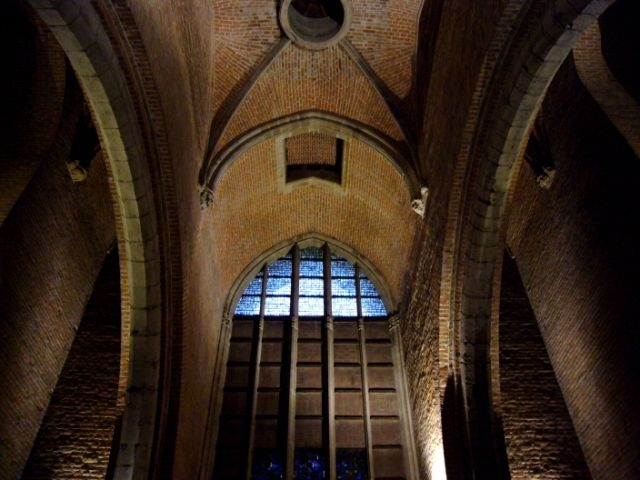
De Michaëlskapel met bovenliggende kosterswoning in de Utrechtse Domtoren vormde de startlocatie van de vervolging. Hier werden twee homoseksuelen betrapt door de koster.

De Utrechtse sodomieprocessen waren een grootscheepse vervolging van homoseksuelen in 1730-1731 in de stad Utrecht. In die stad vonden ruim veertig vervolgingen plaats. Vervolgens verspreidde de jacht op "sodomieten" zich naar de rest van de Republiek der Zeven Verenigde Nederlanden, waar nog eens ruim 300 processen plaatsvonden, die in veel gevallen leidden tot de doodstraf.

## Geschiedenis
In 1730 en 1731 stelden de overheden na klachten van torenwachter Josua Wilts van de Domtoren een onderzoek in. Een aantal mannen, onder wie Zacharias Wilsma, werd gearresteerd en verhoord. Uit de bekentenissen van een van deze gearresteerden bleek dat er ook elders in de Republiek netwerken en ontmoetingsmogelijkheden voor sodomieten bestonden. Er volgde een golf van sodomietenvervolgingen. In Utrecht werden 18 verdachten ter dood veroordeeld en gewurgd. Een aantal mensen in belangrijke posities, die kennelijk getipt waren, was al gevlucht voordat ze gearresteerd konden worden.

### Heksenjacht

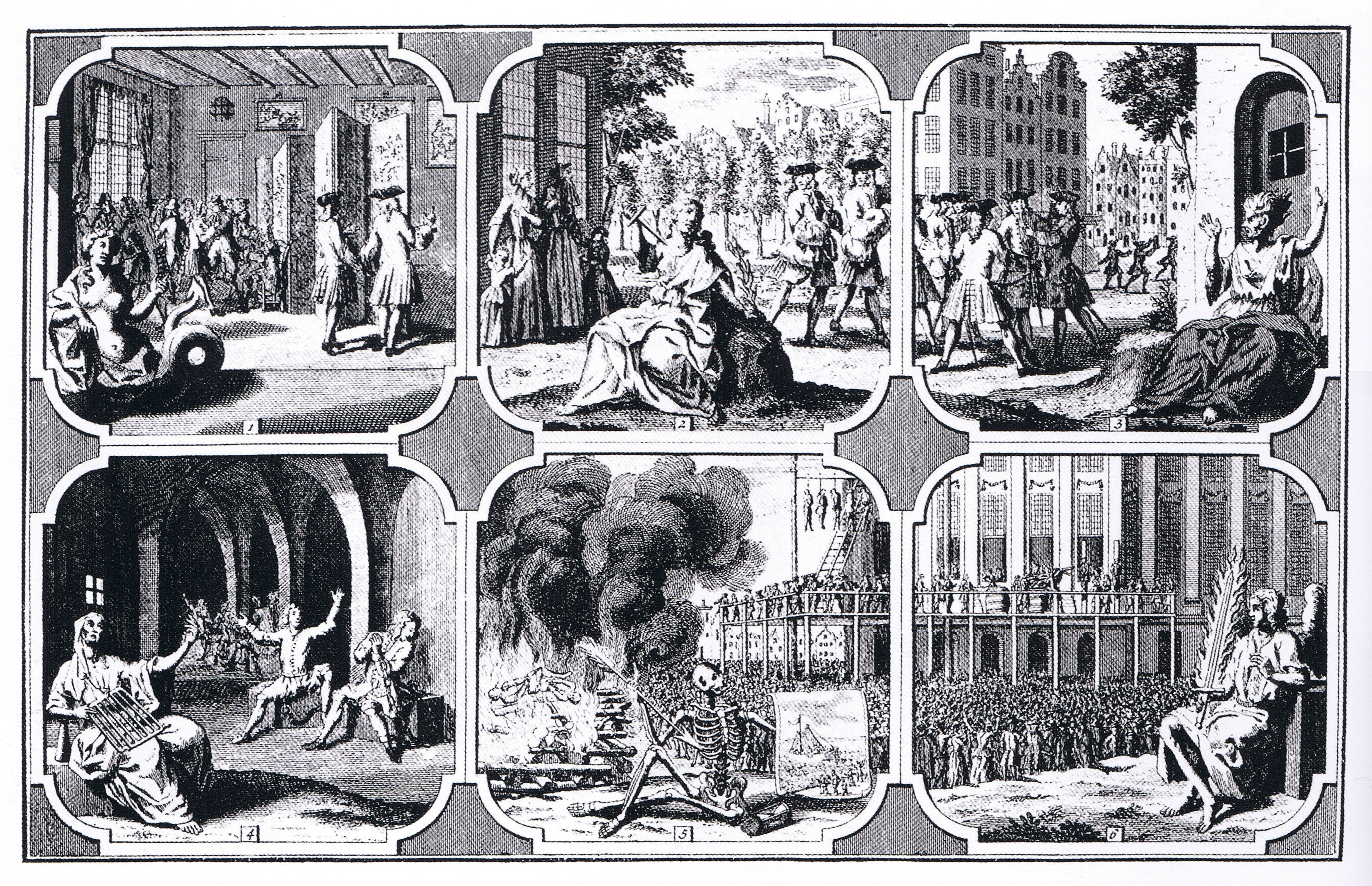
Verbeelding van de sodomieprocessen uit 1731

De Utrechtse zaak ontketende ook een reeks vervolgingen in andere delen van het land, waarvan die in het Groningse dorp Zuidhorn de beruchtste was: daar werden door toedoen van grietman Rudolf de Mepsche uit Faan, die het vooral gemunt had op zijn politieke tegenstanders, 22 mensen ter dood veroordeeld en geëxecuteerd; twee anderen waren al eerder op de pijnbank doodgemarteld. Het land verkeerde destijds in een stemming die de mensen vatbaar maakte voor "heksenjachten". Er was zojuist een ernstige epidemie onder het rundvee geweest, terwijl de Nederlandse dijken door de paalworm werden bedreigd. In die omstandigheden konden "hel-en-verdoemenis"-predikers de mensen ervan overtuigen dat God vertoornd was op het land vanwege de welig tierende onzedelijkheid, waarbij met name homoseksuelen als zondebok aangewezen werden. Volgens de Delfzijlse predikant Joh. Adr. Mobachius kwam dat door de hemeltergende misdaden van de sodomieten, die in 1730 in Utrecht ontdekt waren. De stad Groningen liet aan het eind van zijn boek een plakkaat opnemen over de instelling van een speciale gebedsdag tegen de paalworm en tegen de sodomie.
Het exacte aantal veroordeelden is niet bekend. De manier waarop met deze affaire om werd gegaan verschilde per stad. Sommigen, zoals Utrecht, kozen ervoor om de affaire geheim te houden voor de bevolking. In Utrecht werden de sodomieten na een besloten vonnis in de kelder van het Hasenberg geëxecuteerd. Anderen, zoals het Hof van Holland in Den Haag, kozen er juist voor de openbaarheid op te zoeken om de bevolking te waarschuwen. Van de 325 mannen waarvan een veroordeling bekend is, zijn tussen de 70 en 98 ter dood gebracht, maar waarschijnlijk ligt het werkelijke aantal hoger. De overige slachtoffers zijn elders in de Republiek der Zeven Verenigde Nederlanden gevallen. Na 1732 kwamen vervolgingen wegens sodomie nog regelmatig voor, maar niet meer in de aantallen van 1730.

## Monument

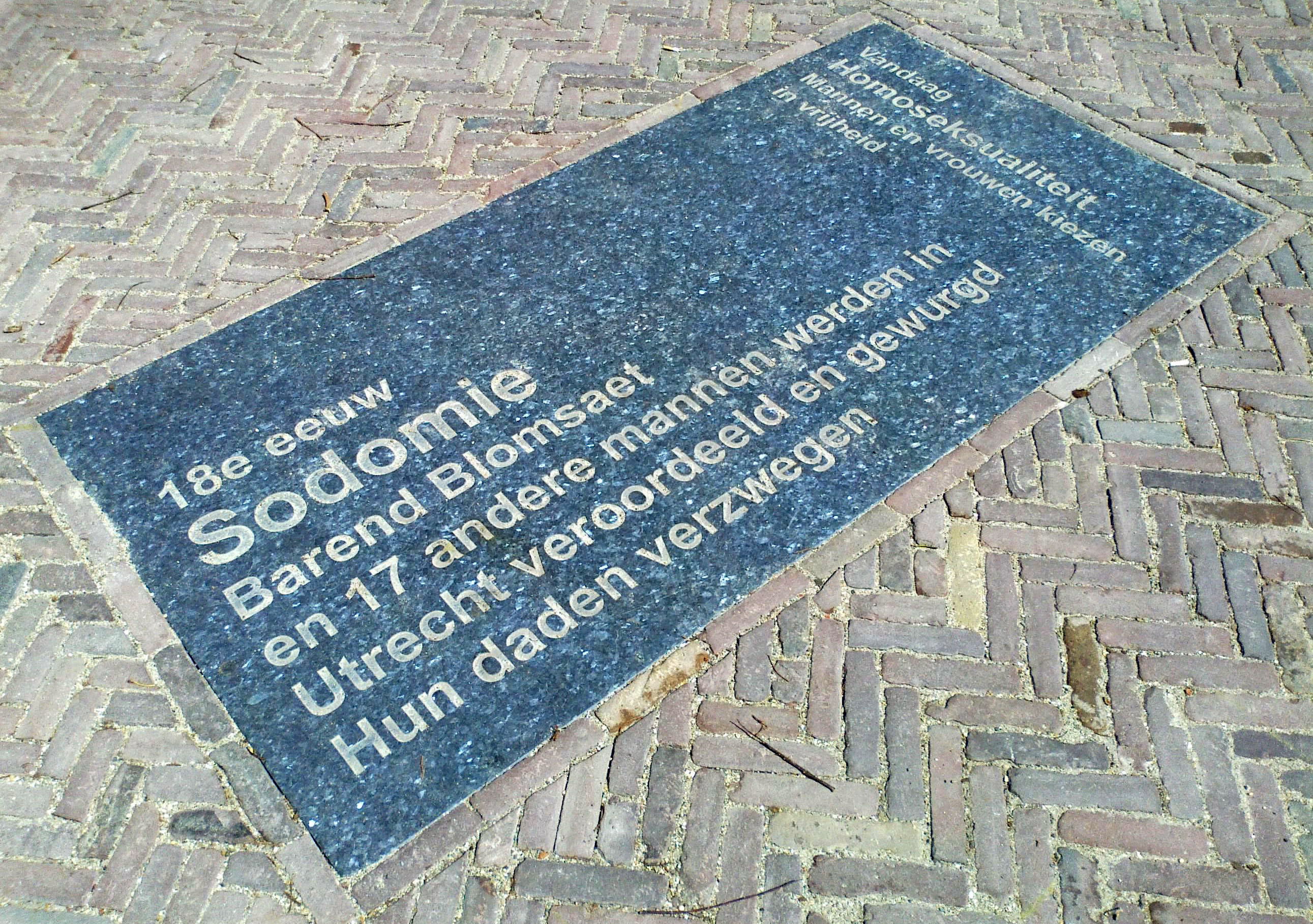
Monument sodomietenvervolging in Utrecht

De gemeente Utrecht heeft zich nu volledig gedistantieerd van deze sodomietenvervolging. Op het Domplein, daar waar ooit de ruïnes van het middenschip van de Domkerk lagen, ligt sinds 1999 een gedenksteen, het zogeheten sodomonument, waarin de vervolging wordt gememoreerd en wordt verklaard dat mannen en vrouwen tegenwoordig zonder angst voor vervolging hun homoseksualiteit (moeten) kunnen beleven. Het werd op 17 mei 1999 door wethouder P. v.d. Linden-de Feijter onthuld.

## Utrechtenaar
'Utrechtenaar' is in Nederland een tijd lang een scheldwoord geweest voor homoseksuele man. Het scheldwoord is een verwijzing naar de Utrechtse sodomieprocessen. Hoewel soms wordt gesteld dat het woord 'Utrechtenaar' in die tijd voor het eerst als synoniem voor 'homoseksuele man' en als scheldwoord gebruikt zou zijn, stelde journalist Jim Terlingen dat het woord tot 1947 volop werd gebruikt als synoniem voor 'Utrechter', en niet als scheldwoord. Volgens oud-journalist Bernard Martens van Vliet ergerde de hoofdredacteur van het Utrechtsch Nieuwsblad, Gerrit Jan van Heuven Goedhart (1901-1956), zich zo aan het scheldwoord, dat hij in zijn krant en daarmee in het Utrechtse spraakgebruik sinds 1933 bewust een ander woord ging gebruiken: het woord "Utrechter", dat tot dan toe veel minder voorkwam. Onderzoek van historisch-onderzoeker Jim Terlingen heeft echter uitgewezen dat dit niet waar is. Pas rond 1947 moet dit besluit ter redactie genomen zijn.